# With Arms Wide Open
With Arms Wide Open – ballada rockowa zespołu Creed, wydana jako trzeci singel z albumu Human Clay. W 2000 roku wygrał nagrodę Grammy za najlepszą rockową piosenkę tego roku. Amerykański kanał muzyczny VH1 umieścił ten utwór na 4. miejscu w zestawieniu „25. Najlepszych Power Ballad Wszech Czasów”.
Wokalista Scott Stapp dedykował w 1998 roku tekst utworu własnemu synowi, Jaggerowi.

## Lista utworów
1. „With Arms Wide Open” (nowa wersja) 3:42
2. „Wash Away Those Years” 6:04
3. „One” 5:02
4. „With Arms Wide Open” (wersja orkiestralna) 3:55
5. „With Arms Wide Open” (bonusowy teledysk) 3:44

## Twórcy
- Scott Stapp – śpiew
- Mark Tremonti – gitara elektryczna
- Brian Marshall – gitara basowa
- Scott Phillips – perkusja